# Harcerstwo Polskie
Harcerstwo Polskie lub Harcerstwo Narodowe (bardziej znane pod swym konspiracyjnym kryptonimem „Hufce Polskie”) założył hm. RP Stanisław Sedlaczek, instruktor ZHP związany z nurtem katolicko-narodowym.
Stanisław Sedlaczek w latach dwudziestych nawiązał kontakt z Międzynarodowym Biurem Skautów Katolickich, utworzonym z inicjatywy Skautów Francji ojca Jakuba Sevina. Dzięki tym kontaktom Stanisław Sedlaczek starał się zaszczepić na grunt ZHP myśl skautingu katolickiego. Jego narodowo-katolickie poglądy spowodowały, że w 1932 stracił wpływ na kształt ZHP, konsekwencją tego było powstanie w Warszawie Kręgu Starszoharcerskiego św. Jerzego, który skupiał podobnych jemu instruktorów ZHP o poglądach narodowo-katolickich.

## Idea
Ojciec Jakub Sevin spotkał się w 1913 z Robertem Baden-Powellem, aby zapoznać się z jego nową metodą wychowawczą. Tak się zachwycił skautingiem, że postanowił pozyskać go dla Kościoła, pozostając wiernym założeniom Bi-Pi. Pod wrażeniem spotkania napisał książkę pod tytułem Skauting, studium dokumentalne i zastosowanie. Do wcielenia w czyn przemyśleń i intuicji Sevina doszło w 1920 wraz z utworzeniem przez niego katolickiej organizacji Skautów Francji. Celem skautingu katolickiego jest wychowanie człowieka wiary, syna Kościoła. Inny wymiar zyskały też pozostałe zasady skautingu: badenpowellowski codzienny dobry uczynek jest tu czynem wypływającym z chrześcijańskiej miłości do bliźniego, nadany został chrześcijański sens zastępowi, który stał się grupą skautów będących braćmi w Chrystusie. Dla o. Sevina skaut był chrześcijaninem, którego najgorętszym pragnieniem jest szerzenie wokół siebie Królestwa Chrystusowego. Wychowanie religijne staje się nie jednym z czynników przyrodzonego oddziaływania kształcącego, ale zajmuje należne sobie stanowisko czynnika integrującego, wprowadzając wartości i środki nadprzyrodzone w życie skauta i społeczności skautowej.
Według harcmistrza Grzegorza Nowika, harcerstwo jest połączeniem idei, metody i organizacji, opierającym się na wartościach zawartych w Prawie i Przyrzeczeniu Harcerskim, które kształtują charaktery młodych ludzi przez służbę, braterstwo i pracę nad sobą. Metoda harcerska bazuje na pracy małych grup, takich jak zastępy, które uczą młodzież współpracy, odpowiedzialności i samowychowania poprzez aktywności w terenie i realizację stopni harcerskich. Podstawą harcerstwa jest ruch młodzieżowy, którego struktura opiera się na zastępach i drużynach, a nadrzędnym celem jest wychowanie przez przykład i codzienną działalność.

## Powstanie Hufców Polskich
Wybuch wojny na krótko zjednoczył narodowych i sanacyjnych antagonistów w harcerstwie, wspólnie powołano w Warszawie Pogotowie Harcerzy. W kierownictwie Szarych Szeregów, gdzie przeważali harcerze znani ze swych lewicowych bądź sanacyjnych przekonań (Aleksander Kamiński), nie znalazł się ani jeden przedstawiciel nurtu katolicko-narodowego. W tej sytuacji 27 października 1939 w Warszawie z inicjatywy Stanisława Sedlaczka powstała nowa organizacja Harcerstwo Polskie.
W prasie podziemnej i tajnej korespondencji było ono określane nazwami Harcerstwo Narodowe, Harcerstwo Katolickie, Narodowe Szare Szeregi lub Szeregi Narodowe (w 1943 przyjęło konspiracyjny kryptonim „Hufce Polskie” (HP)).
Organizacja powstała na bazie ogólnopolskiej struktury przedwojennej „Strażnicy” i kontaktów między instruktorami z Kręgu Starszoharcerskiego św. Jerzego. Władze Hufców Polskich tworzyli: Naczelnik Stanisław Sedlaczek, zastępca naczelnika ds. harcerzy – Witold Sawicki, zastępczyni naczelnika ds. harcerek – H. Sadkowska, Główną Kwaterą Męską kierował K. Burmajster, Główną Kwaterą Żeńską kierowała J. Wróblewska i kapelan HP ks. B. Kulesza. Wybrano własną Naczelną Radę Harcerstwa, w której skład wszedł m.in. hm. RP Henryk Glass. Instytucja ta była najwyższą władzą HP: decydowała o sprawach ideowych, wybierała Naczelnika Harcerstwa, Komisję Rewizyjną, Naczelny Sąd Harcerski, decydowała o zmianach statutu.

## Struktura Hufców Polskich
Jednostką organizacyjną HP była drużyna składająca się z 4 zastępów (po 6-10 osób każdy). Młodzież harcerska dzieliła się na: zuchy (8–10 lat), młodszych harcerzy i harcerki (11–15 lat), harcerzy i harcerki (16-18), starszych harcerzy i starsze harcerki (powyżej 18 lat). W ciągu 5 lat wojny działały następujące chorągwie: Warszawska, Mazowiecka, Zachodnia, Krakowska, Poznańska, Centralnego Okręgu Przemysłowego COP, Lwowska, Tarnopolska, Wschodnio i Zachodniobużańska. Poszczególne hufce i drużyny istniały także w Kielcach, Radomiu i innych ośrodkach. Łącznie Hufce Polskie skupiały ok. 4–5 tys. harcerzy i harcerek.

## Tezy programowe
Działalność Hufców Polskich opierała się na następujących tezach programowych:
- Harcerstwo jest ruchem narodowym mającym na celu dobro Polski i wychowanie Polaków na dzielnych obywateli i żołnierzy
- Harcerstwo opiera swoje zasady na nauce Chrystusa – jest organizacja chrześcijańską
- Harcerstwo jest organizacją o wysokich wymaganiach etycznych stąd, musi pomnażać się nie na drodze „poboru” masowego, ale poprzez staranną rekrutację dobierać najodpowiedniejszych
- Harcerstwo nie przyjmuje do swych szeregów nie-Polaków, przede wszystkim Żydów, jest organizacją polską
- Harcerstwo jest organizacją społeczną tj. nie może uzależniać się od biurokracji państwowej.

W praktyce tolerowano pewne odstępstwa od wskazań zawartych w pkt. 4, przyjmowani byli harcerze wyznania protestanckiego, a także dzieci żydowskie. Jednym z przykładów względnej tolerancji panującej w Hufcach Polskich jest fakt, że w 1943 w okresie walk w getcie warszawskim harcerze na apel Frontu Odrodzenia Polski (Zofii Kossak-Szczuckiej) brali udział w akcji ratowania Żydów i przerzucaniu ich na stronę „aryjską”.
Hufce Polskie różniły się przede wszystkim od Szarych Szeregów w poglądach na metody prowadzenia bieżącej działalności harcerskiej. Były mniej zmilitaryzowane, nie wprowadzono regulaminów i stopni wojskowych, lecz zachowano przedwojenne programy wychowawcze i stopnie harcerskie. Hufce Polskie stały na stanowisku, że wojna wyniszcza młode pokolenie fizycznie i moralnie, należy więc młodzież przed nią chronić i skupiać się na kształtowaniu postaw pod hasłem: „Wychowanie młodych Polaków dla Boga i Narodu”. Hufce Polskie starały się pozostać organizacją tylko harcerską, której działalność opierała się na zbiórkach, wycieczkach oraz organizacji obozów letnich pod przykrywką kolonii Rady Głównej Opiekuńczej (RGO) dla dzieci zagrożonych gruźlicą. Przez cały czas okupacji w drużynach i zastępach trwała rutynowa praca harcerska, choć nie używano mundurów i odznak. Zbiórki w mieszkaniach prywatnych wypełniały gawędy ideowe, zajęcia techniczne i śpiew. Młodzi zdobywali sprawności opracowane jeszcze przed wojną, organizowano obchody świąt narodowych i konspiracyjne parady. Hufce Polskie wraz z innymi podziemnymi organizacjami młodzieżowymi uczestniczyło w Akcji „M” polegającej na prowadzeniu pracy opiekuńczej i wychowawczej wśród niezorganizowanej młodzieży, która w czasie wojny najbardziej była narażona na demoralizację, np. harcerki pracowały w świetlicach dla dzieci i koloniach powadzonych przez RGO.
Kierownictwo Hufców Polskich zgadzało się na udział w walce konspiracyjnej harcerzy starszych, którzy byli już odpowiednio przeszkoleni, ukształtowani psychicznie i bardziej odporni na demoralizację. Podczas gdy starsza młodzież harcerska odbywała kursy strzelania, kończyła podchorążówki, kursy podoficerskie i odbywała służbę wojskową w szeregach Narodowych Sił Zbrojnych (NSZ) i Narodowej Organizacji Wojskowej (NOW) (scalonej w 1942 r. z ZWZ/AK), młodsi harcerze byli przygotowywani do zadań pomocniczych: przechodzili kursy sanitarne, sygnalizacji, terenoznawstwa. Niezależnie od działalności harcerskiej, członkowie Hufców Polskich brali udział w kolportażu prasy podziemnej i w akcjach małego sabotażu.
Pomimo to, że jednym z głównych celów była ochrona młodzieży przed represjami niemieckimi, wielu harcerzy spotkało aresztowanie, wielu za swą działalność zapłaciło życiem. Najtragiczniejszym wydarzeniem w dziejach organizacji były masowe aresztowania członków chorągwi w Poznaniu w marcu 1940. Ogółem w poznańskim Forcie uwięziono ok. 100 harcerzy, co doprowadziło do faktycznej likwidacji Hufców Polskich na tamtym terenie. Jedną z największych strat organizacji było aresztowanie w nocy z 17/18 maja 1941 przez Gestapo Stanisława Sedlaczka i jego śmierć (3 sierpnia 1941) w obozie koncentracyjnym w Birkenau.

## Rozmowy z Szarymi Szeregami na temat zjednoczenia
Prowadzone od 1942 do 1944 rozmowy pomiędzy Hufcami Polskimi i Szarymi Szeregami w sprawie zjednoczenia nie przyniosły rezultatu.

## Hufce Polskie w powstaniu warszawskim
Największe straty Hufce Polskie poniosły podczas powstania warszawskiego. Sformowano harcerskie jednostki wojskowe: Kompanię Harcerską, Harcerski Pluton Łączności oraz pluton sanitarny harcerek, wchodzące w skład batalionu „Gustaw”, które walczyły w obronie Woli, Starego Miasta i Śródmieścia. Trudno ocenić wielkość strat poniesionych przez Hufce Polskie w czasie walk powstańczych. Tylko oddziały harcerskie z Batalionu Gustaw straciły łącznie 66 poległych, co stanowiło 45% ich stanu wyjściowego.

## Działalność podziemna po 1945
Po wkroczeniu Armii Radzieckiej na ziemie Polskie w 1944 HP kontynuowało podziemną działalność. Po zniszczeniu Warszawy władze organizacji przeniosły się do Krakowa, w naradach Naczelnictwa HP uczestniczyli: W. Sawicki – naczelnik (zajął to stanowisko po powrocie z oflagu), hm. Z. Rymar (komendantka Chorągwi Krakowskiej), ks. M. Oleksy (opiekun religijny), phm. J. Chmielnikowski (Komenda Chorągwi Krakowskiej), hm. H. Sadkowska, oraz ks. Mizga. W obawie przed aresztowaniami kadry harcerskiej W. Sawicki zakazał podległym sobie strukturom ujawniania się, nakazując kontynuowanie pracy konspiracyjnej. Wśród ośrodków, które wznowiły działalność była Warszawa, gdzie odtwarzano stare drużyny i formowano nowe; jednym z wychowanków HP w Warszawie był prof. Henryk Samsonowicz. Kontynuowała swoją działalność Chorągiew Lwowska, której harcerze do połowy 1945 działali w organizacji NIE (Niepodległość, organizacja poakowska), wydawali i kolportowali podziemną prasę. Innymi ośrodkami pracy HP były: Kraków, Częstochowa, Białystok, mniejszymi Łódź, Opole, Rzeszów, Zakopane. Część drużyn podjęła bezpośrednią współpracę z oddziałami zbrojnymi Narodowego Zjednoczenia Wojskowego (NZW).
W połowie 1945 władze HP rozpoczęły starania o zalegalizowanie działalności części drużyn niektóre główne żeńskie w Krakowie i Warszawie funkcjonowały jako koła Polskiego Czerwonego Krzyża, inne włączyły się do oficjalnego ZHP. Wiązało się to ze zmianą początkowo wrogiego stosunku do koncesjonowanego przez komunistyczne władze ruchu harcerskiego, który zasilany przez starą przedwojenną kadrę i członków Szarych Szeregów stawał się jedną z nielicznych oaz niezależności. Nie zdołano jednak doprowadzić końca akcji przenoszenia drużyn do ZHP. W grudniu 1945 Urząd Bezpieczeństwa przeprowadził serię aresztowań działaczy HP. Władze starannie przygotowywały proces komendy HP, który rozpoczął się 20 lutego 1947. Liczono, że jego wydźwięk propagandowy zastraszy młodzież harcerską; sąd wojskowy wydał wyroki do 8 lat. Jednolita ogólnopolska struktura HP przestała istnieć. Do początku lat 50. działalność harcerską kontynuowały rozproszone grupy młodzieży wywodzące się z HP. Na Śląsku i w Małopolsce działały w tym czasie 4 zorganizowane grupy młodzieży wywodzącej się ze Lwowa, używające nazwy „Harcerstwo Polskie”. Wraz z rozbiciem ich przez UB działalność HP na terenie Polski zamarła ostatecznie.